# 산성로 (청주시)
산성로(Sanseong-ro)는 충청북도 청주시 상당구 금천동 금천육거리에서 낭성면 관정사거리를 연결하는 도로이다.

## 주요 경유지
충청북도
- 청주시 상당구 (금천동 - 용암동 - 용담명암산성동 - 낭성면)

## 노선
| 이름            | 접속 노선                                             | 소재지 | 소재지 |                | 비고                          |
| --------------- | ----------------------------------------------------- | ------ | ------ | -------------- | ----------------------------- |
| 금천육거리      | 무심동로 쇠내로 산성로9번길 산성로11번길 쇠내로46번길 | 청주시 | 상당구 | 금천동         |                               |
| 산성제1터널     |                                                       | 청주시 | 상당구 | 용암동         | 상행 연장 510m 하행 연장 674m |
| 산성제2터널     |                                                       | 청주시 | 상당구 | 용담명암산성동 | 상행 연장 679m 하행 연장 670m |
| 산성 교차로     | 성내로 것대로                                         | 청주시 | 상당구 | 용담명암산성동 |                               |
| 성내 교차로     | 산성로658번길                                         | 청주시 | 상당구 | 용담명암산성동 |                               |
| 현암 교차로     | 현암삼선로                                            | 청주시 | 상당구 | 낭성면         |                               |
| 수레너미 교차로 | 목련로                                                | 청주시 | 상당구 | 낭성면         |                               |
| 무성삼거리      | 갈산무성길                                            | 청주시 | 상당구 | 낭성면         |                               |
| 무성교          |                                                       | 청주시 | 상당구 | 낭성면         |                               |
| 호정삼거리      | 호정대신로                                            | 청주시 | 상당구 | 낭성면         |                               |
| 호정교          |                                                       | 청주시 | 상당구 | 낭성면         |                               |
| 호정 교차로     | 호정골길                                              | 청주시 | 상당구 | 낭성면         |                               |
| 호정골 교차로   |                                                       | 청주시 | 상당구 | 낭성면         |                               |
| 할뫼 교차로     | 관정길                                                | 청주시 | 상당구 | 낭성면         |                               |
| 관정삼거리      | 국가지원지방도 제32호선 (단재로)                      | 청주시 | 상당구 | 낭성면         |                               |

## 주요 건물 및 시설
- 현대자동차 청주지점 (산성로 112/용담동 362)
- SK에너지 골든벨주유소 (산성로 183/용담동 484)